# Iso Moreira
Aloísio Moreira dos Santos conhecido como  Iso Moreira (Mambaí, GO 21 de junho de 1947 — Rio de Janeiro, 4 de novembro de 2022), foi um agropecuarista e político brasileiro.

## História
Já foi prefeito de Simolândia e em 2015 exerce o quinto mandato de deputado estadual de Goiás. Era pecuarista e empresário do ramo de comércio de combustíveis e derivados de petróleo.
É filho de Rivaldo Moreira dos Santos e Edelzuite Moreira dos Santos. Possui 5 filhos: Alessandro Moreira, Suzana Moreira dos Santos, Cláudia Cristina Santos, Aloísio Moreira dos Santos Junior e Marcus Vinícius Moreira dos Santos.

## Legislatura Período
- 14ª 1999 até 2003 (suplente)
- 15ª 2003 até 2007
- 16ª 2007 até 2011
- 17ª 2011 até 2015
- 18ª 2015 até 2019.[2]